# Реслманія 33
Реслманія 33 (англ. Wrestlemania 33) — тридцять третє за рахунком pay-per-view — шоу федерації професійного реслінгу WWE з серії PPV «Реслманія», яке пройшло 2 квітня 2017 а на арені «Camping World Stadium» в місті Орландо (штат Флорида,  США).
Квитки на шоу надійшли в продаж 18 листопада 2016 року, вартістю від 38 доларів до 2130 доларів. 20 лютого 2017 року було оголошено, що ведучими Реслманіі буде команда «Новий День» — Кофі Кінгстон, Біг І і Ксав'єр Вудс.